# Беве, Эва
Эва Каролина Беве (швед. Eva Karolina Béve; 19 июня 1871, Стокгольм — 11 января 1922, Галле) — шведская художница и график.

## Биография и творчество
Эва Каролина Беве родилась в Стокгольме в 1871 году. Её родителями были Людвиг Беве, управляющий банком, и его жена Каролина. Они поддерживали дочь в её стремлении заниматься искусством, и в 1894 году она поступила в Королевскую академию искусств в Стокгольме. Позднее, в 1902 году, она продолжила учёбу в Германии. Эва писала преимущественно пейзажи и портреты и много экспериментировала с различными техниками, однако в работе её ограничивало слабое здоровье.

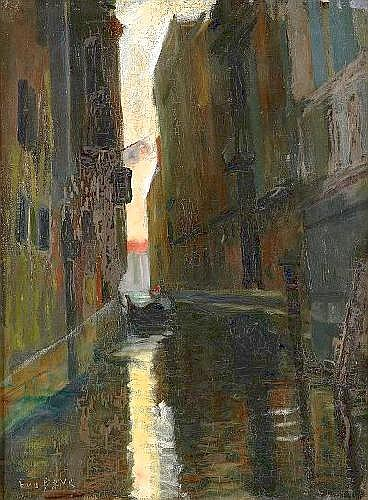
Эва Беве. Мотив венецианского канала. Холст, масло

Во время пребывания в Германии на Эву Беве произвели сильное впечатление работы Эмиля Орлика, вдохновлённые японскими гравюрами и выполненные в технике ксилографии. Решив овладеть этой техникой, в 1909 году художница брала уроки в Дахау у Карла Тиманна и Вальтера Клемма. Она стала одним из первых шведских художников, работавших в технике цветной ксилографии, и неоднократно демонстрировала свои работы на выставках в Вене, Мюнхене, Копенгагене, Осло и Хельсинки. Критики положительно отзывались о её творчестве, в особенности о голландских пейзажах художницы и её гравюрах на итальянские темы. На выставке в Сан-Франциско Эва Беве получила серебряную медаль.
Эва Беве не была замужем, и у неё не было детей. Её жизнь и творческая карьера трагически оборвались в 1922 году, когда она была найдена мёртвой на железнодорожной станции близ города Галле в Германии. Обстоятельства её смерти остались невыясненными; возможно, имело место ограбление и убийство. Через шесть лет после смерти художницы её прах был перезахоронен рядом с её близкими на Северном кладбище в Стокгольме.
В 1942 году работы Эвы Беве демонстрировались в рамках выставки ксилографий в Национальном музее. В настоящее время её работы находятся в Национальном музее и в Гётеборгском художественном музее.